# Trnové Pole
Trnové Pole (německy Dornfeld) je obec v okrese Znojmo v Jihomoravském kraji. Žije zde 120 obyvatel.

## Historie
První písemná zmínka o obci pochází z roku 1785. Původně vesnice ležela o několik set metrů východněji směrem k obci Vlasatice, avšak za napoleonského tažení vesnici postihla morová rána, která vyhladila skoro celé původní německé obyvatelstvo, zbytek přeživších založil nové Trnové Pole na místě, kde leží dnes. Po původní vsi už nezbylo téměř nic až na zanedbatelné zbytky malého kláštera za vesnicí a přilehlých, dnes už zasypaných podzemních chodeb.

### Vlčí Keř
Na severovýchod od obce se po obou stranách potoka nacházela ves Vlčí Keř (německy Wolfsgersten), o které existuje první zmínka roku 1239. V této obci je od roku 1360 zmiňován dvůr a roku 1381 se dovídáme také o existenci kostela. Naposledy je obec označována za obydlenou roku 1407 a roku 1535 je již pustá. V místech této osady byl roku 1627 postaven panský dvůr (Veltschakerhof), který byl v druhé polovině 18. století rovněž opuštěn. Následně raabizací poblíž vznikla nová ves Trnová Pole. V místech panského dvora byla později drůbežárna.

## Obyvatelstvo
| Rok            | 1869 | 1880 | 1890 | 1900 | 1910 | 1921 | 1930 | 1950 | 1961 | 1970 | 1980 | 1991 | 2001 | 2011 | 2021 |
| -------------- | ---- | ---- | ---- | ---- | ---- | ---- | ---- | ---- | ---- | ---- | ---- | ---- | ---- | ---- | ---- |
| Počet obyvatel | 260  | 283  | 233  | 215  | 216  | 223  | 219  | 152  | 182  | 193  | 183  | 151  | 130  | 126  | 118  |
| Počet domů     | 48   | 47   | 52   | 52   | 50   | 48   | 56   | 46   | 39   | 45   | 45   | 42   | 43   | 44   | 46   |

## Obecní správa

### Obecní symboly
Znak a vlajka byly obci uděleny rozhodnutím předsedy Poslanecké sněmovny Parlamentu České republiky dne 12. května 2016.

## Pamětihodnosti
- Výklenková kaplička u silnice na kraji obce směrem na Jiřice
- Boží muka u silnice na Jiřice

## Galerie

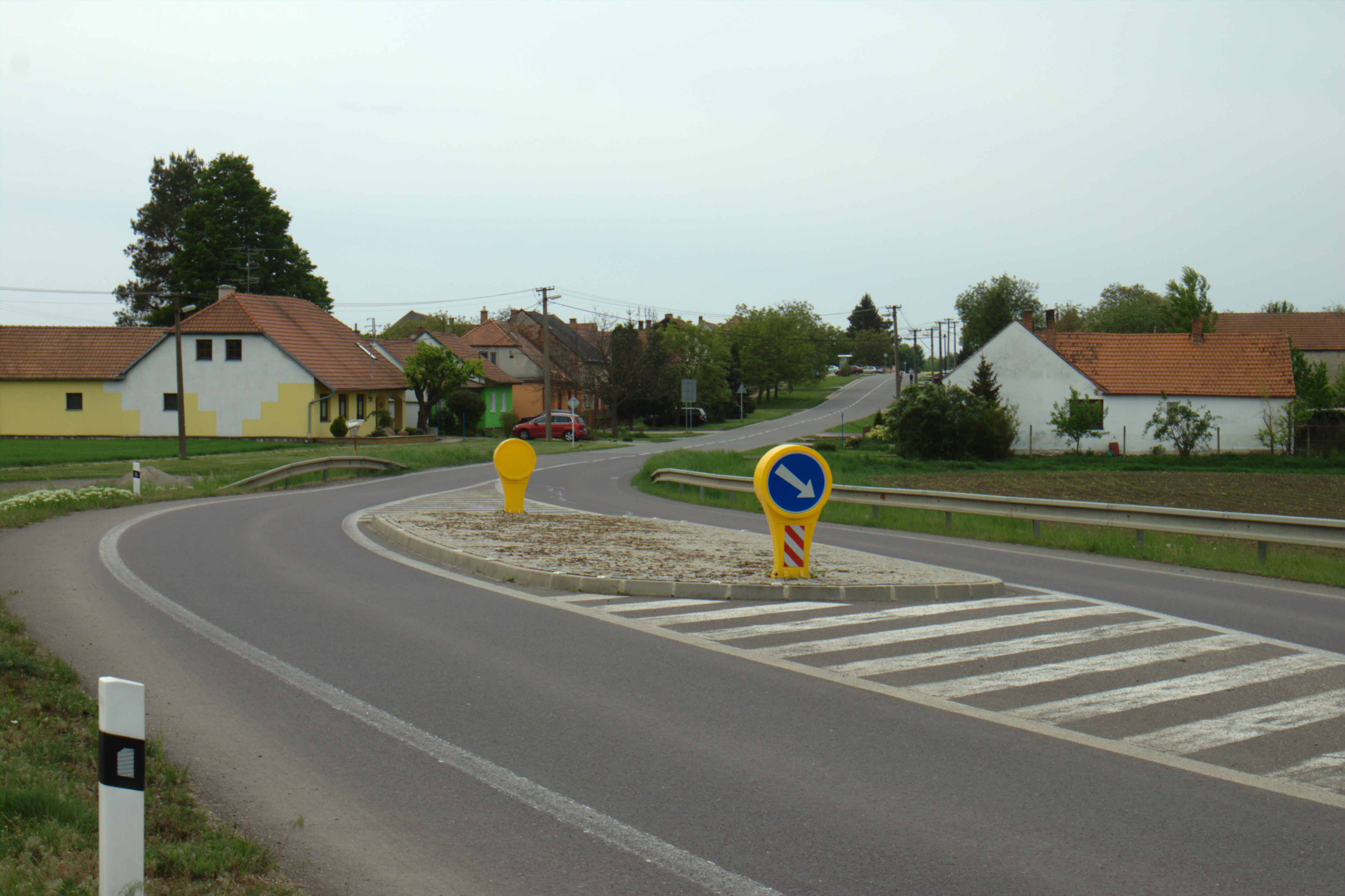
Hlavní ulice
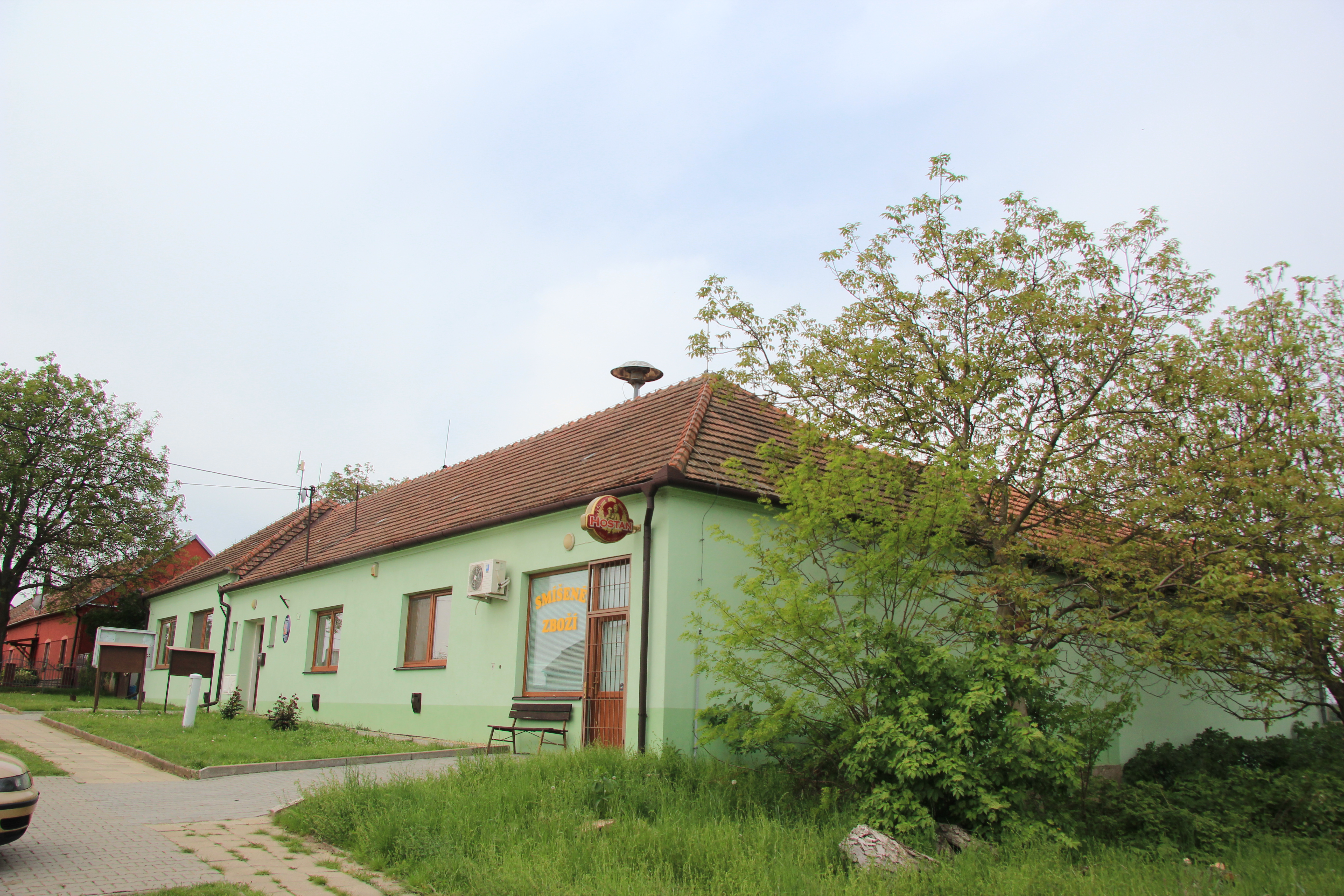
Obecní úřad a obchod
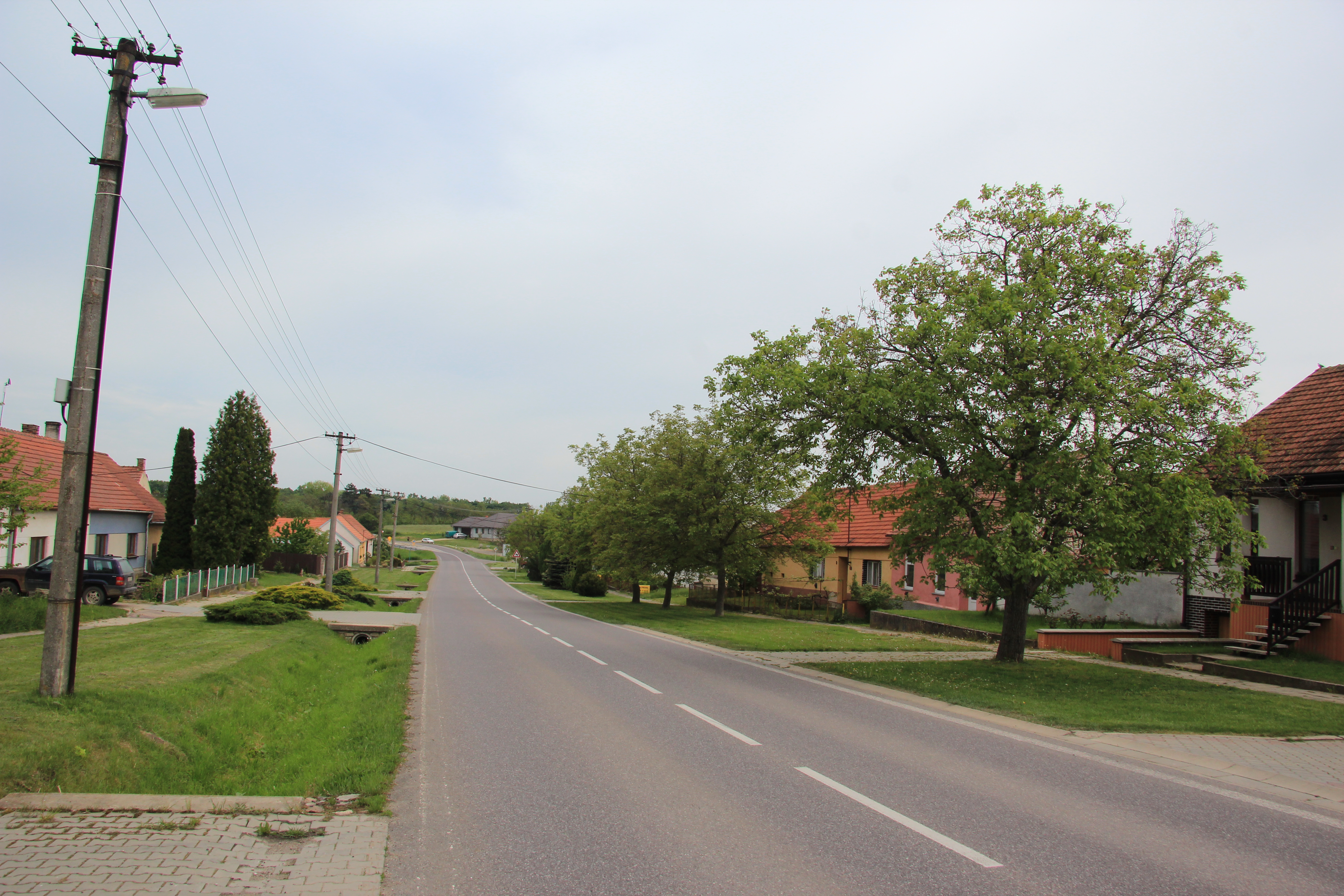
Hlavní ulice
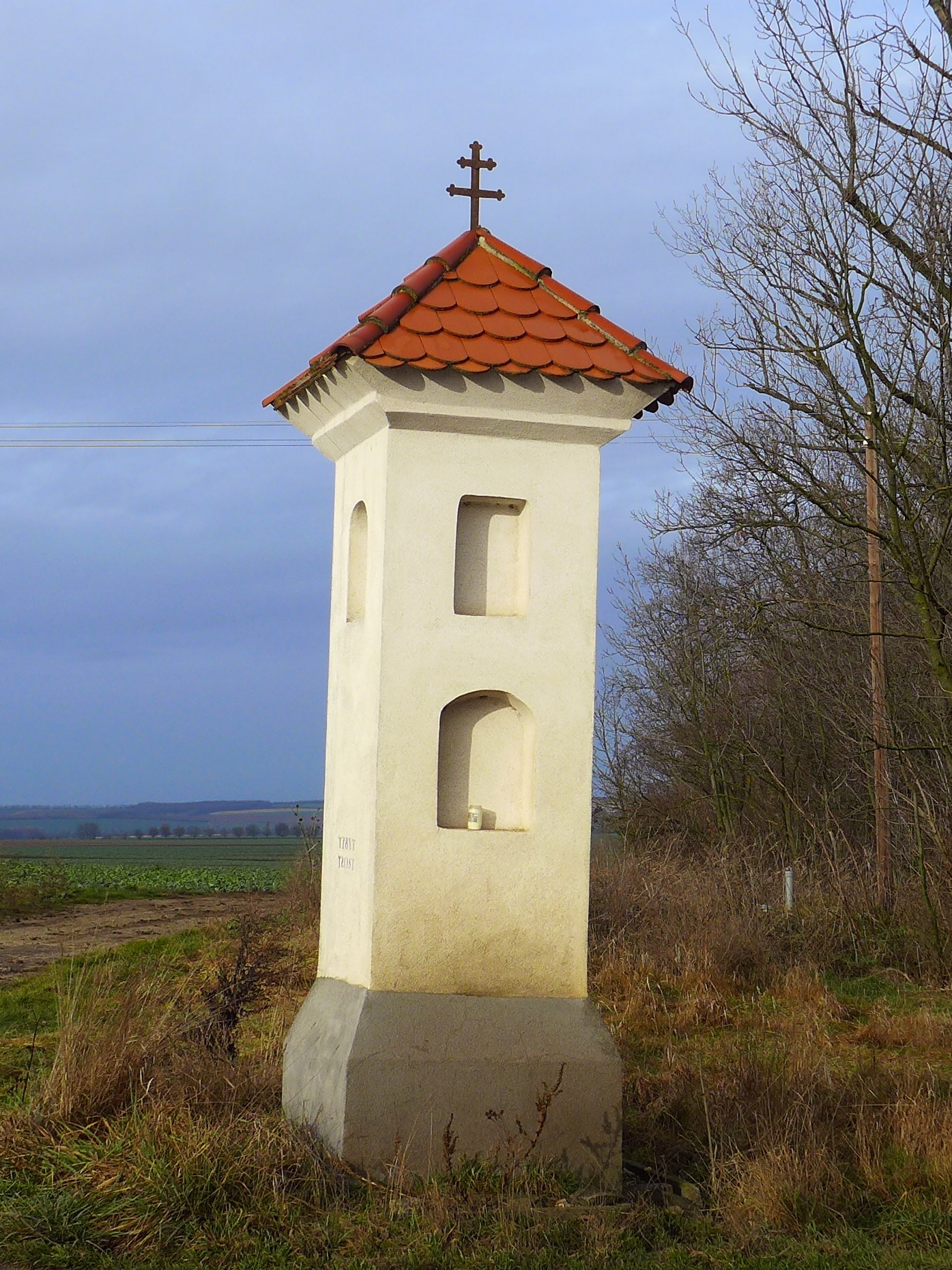
Boží muka